# Fort Gratiot
Pour les articles homonymes, voir Gratiot.
Fort Gratiot est un fortin en bois construit en 1814 par les États-Unis sur l'emplacement de l'ancien fort français de Saint-Joseph dans le comté de Sainte-Claire dans l'État du Michigan.

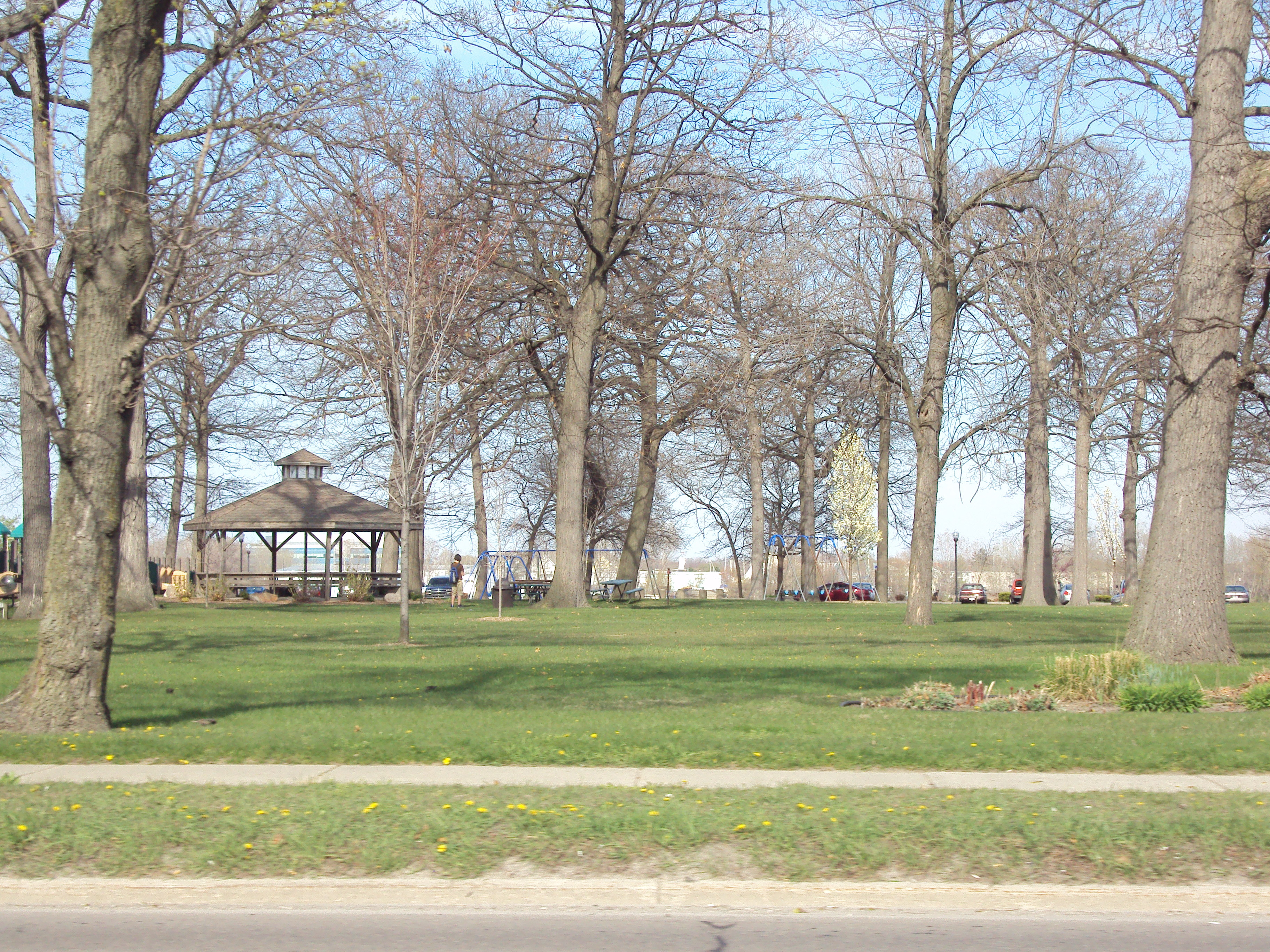
Fort Gratiot, en 2012.

## Contexte géopolitique
La guerre anglo-américaine de 1812 opposait les États-Unis à l’Empire britannique, depuis juin 1812. Ce conflit ne prit fin qu'en février 1815. Afin de contrôler la zone frontalière de la rivière Sainte-Claire et du lac Huron, le gouvernement américain décida de reconstruire un fortin à l'emplacement d'un ancien fort français abandonné depuis le courant du XVIIIe siècle et qui serait un avant-poste d'observation.

## Occupation
C'est le général Charles Gratiot junior, officier des corps du génie de l'armée des États-Unis, qui fut chargé d'élaborer les plans d'architecte et d'édifier ce fortin.
Les soldats occupèrent ce fortin jusqu'en 1822. Après cette date, fort Gratiot fut occupé et utilisé de façon intermittente.
Fort Gratiot fut définitivement abandonné en 1879.

## Source
- Historique du Fort Gratiot